# Regno di Thonburi
Il Regno di Thonburi (in thailandese อาณาจักรธนบุรี, Anachak Thonburi , detto anche Regno del Siam) fu uno Stato che si formò nell'odierna Thailandia. Fu fondato da re Taksin il Grande, che ne fu l'unico monarca. Ebbe ufficialmente inizio il 28 dicembre 1768, con l'incoronazione di Taksin, e terminò il 6 aprile 1782.

## Storia

### Premesse
Dopo un dominio di 400 anni, il Regno di Ayutthaya cadde il 7 aprile 1767. I birmani rasero al suolo la capitale, massacrarono o deportarono la popolazione ed il re Ekathat morì durante la fuga. Iniziò un periodo di grave instabilitá politica del Paese, che si spaccò in 6 aree controllate da locali signori della guerra.

### Fondazione
A tale caos pose fine Taksin, ex generale di Ayutthaya che si era rifugiato nell'attuale Thailandia dell'Est, da dove iniziò la riunificazione del Paese. Nel giro di pochi mesi sconfisse i birmani e spostò la capitale a Thonburi, dove si fece incoronare re il 28 dicembre 1768. Dopo l'ascesa al trono, portò a termine la riunificazione del paese e cominciò una serie di vittoriose campagne che espansero sensibilmente il regno.
In breve tempo il nuovo Regno di Thonburi divenne più esteso del precedente Regno di Ayutthaya. Comprendeva tutte le province dell'odierna Thailandia, a nord furono cacciati i birmani dal Regno Lanna, che divenne uno Stato vassallo di Thonburi. Ad est il regno laotiano di Champasak e la Cambogia furono sottomessi. Le armate siamesi attaccarono il Vietnam meridionale conquistando territori nella zona dell'odierna Hà Tiên ai confini meridionali con la Cambogia. Nel nord-est furono assoggettati e resi vassalli i regni laotiani di Vientiane e di Luang Prabang, e furono conquistate anche le zone di Mueang Phuan (l'odierna provincia di Xiangkhoang) e di Hua Phan Ha Thang Hok.
A sudovest il dominio siamese arrivò fino a Mergui e al Tenasserim in Birmania, sul mare delle Andamane. A sud furono annessi i sultanati malesi di Syburi (l'odierna Kedah) e Terengganu.

### Fine del regno
Negli ultimi anni di vita, Taksin entrò in conflitto con la vecchia aristocrazia del Paese e con alti ufficiali dell'esercito. Secondo alcune fonti, il suo desiderio di riformare profondamente il paese, che era caduto in preda alla corruzione negli ultimi anni di Ayutthaya, sconfinò nella follia. Fu deposto nel 1782 da una rivolta guidata dal nobile Phraya San. Il più valoroso dei suoi generali, Chao Phraya Chakri, impegnato nella campagna di Cambogia, fece ritorno a Thonburi e sedò la rivolta facendo giustiziare i responsabili e lo stesso Re Taksin.
Alla morte del sovrano, il 6 aprile 1782, Chao Phraya Chakri venne proclamato re (avrebbe ricevuto il titolo postumo di Rama I). Fondò il Regno di Rattanakosin, detto anche Regno del Siam, dando inizio alla dinastia Chakri, tuttora regnante in Thailandia. La capitale fu spostata sulla sponda opposta del fiume Chao Phraya, di fronte a Thonburi, e prese il nome di Rattanakosin, che significa la città del gioiello di Indra, la divinità-guerriera di origine induista adottata anche dal Buddhismo, particolarmente venerata in Thailandia. L'isola di Rattanakosin, creata scavando un fossato difensivo attorno all'insediamento, rappresenta il nucleo attorno al quale si è sviluppata l'odierna Bangkok.